# Willard (Utah)
Willard és una població dels Estats Units a l'estat de Utah. Segons el cens del 2000 tenia 1.630 habitants.

## Demografia
Segons el cens del 2000, Willard tenia 1.630 habitants, 517 habitatges, i 427 famílies. La densitat de població era de 110,6 habitants per km².
Dels 517 habitatges en un 41,8% hi vivien nens de menys de 18 anys, en un 72,1% hi vivien parelles casades, en un 7,2% dones solteres, i en un 17,4% no eren unitats familiars. En el 14,3% dels habitatges hi vivien persones soles el 6% de les quals corresponia a persones de 65 anys o més que vivien soles. El nombre mitjà de persones vivint en cada habitatge era de 3,15 i el nombre mitjà de persones que vivien en cada família era de 3,5.
Per edats la població es repartia de la següent manera: un 32,6% tenia menys de 18 anys, un 10,7% entre 18 i 24, un 25% entre 25 i 44, un 22,1% de 45 a 60 i un 9,4% 65 anys o més.
L'edat mediana era de 33 anys. Per cada 100 dones de 18 o més anys hi havia 102,6 homes.
La renda mediana per habitatge era de 52.150 $ i la renda mediana per família de 57.841 $. Els homes tenien una renda mediana de 40.625 $ mentre que les dones 26.364 $. La renda per capita de la població era de 17.592 $. Entorn del 5,1% de les famílies i el 7,2% de la població estaven per davall del llindar de pobresa.

## Poblacions més properes
El següent diagrama mostra les poblacions més properes.